# Sentinel Butte
Sentinel Butte é uma cidade localizada no estado norte-americano de Dacota do Norte, no Condado de Golden Valley.

## Demografia
Segundo o censo norte-americano de 2000, a sua população era de 62 habitantes.
Em 2006, foi estimada uma população de 54, um decréscimo de 8 (-12.9%).

## Geografia
De acordo com o United States Census Bureau tem uma área de
2,9 km², dos quais 2,9 km² cobertos por terra e 0,0 km² cobertos por água. Sentinel Butte localiza-se a aproximadamente 829 m acima do nível do mar.

## Localidades na vizinhança
O diagrama seguinte representa as localidades num raio de 36 km ao redor de Sentinel Butte.